# Ravensburg
Ravensburg é uma cidade da Alemanha, no distrito de Ravensburg, na região administrativa de Tubinga , estado de Baden-Württemberg.

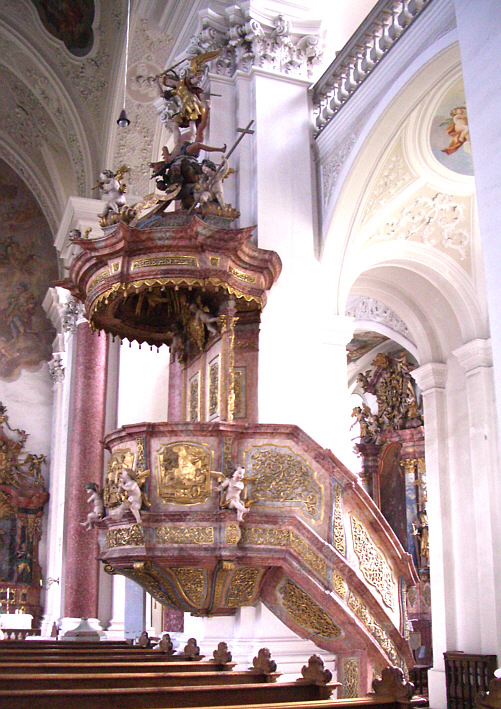
Igreja Weissenau Kloster em Ravensburg

## História
Morreu nesta cidade em 13 de Dezembro de 1126, Henrique IX da Baviera, nascido em 1075.